# Сепар (Нью-Мексико)
Сепар (англ. Separ) — неинкорпорированная территория США, расположенная в округе Грант на юго-западе Нью-Мексико, США. До недавнего времени был городом-призраком, в настоящее время имеет несколько постоянных жителей и используется как пункт обслуживания грузового и легкового транспорта. Находится рядом с межштатной автомагистралью I-10, примерно в 20 милях (32 км) к юго-востоку от Лордсберга и в 48 милях (77 км) к западу от Деминга. Первоначально поселение называлось Сепас.
Сепар расположен на высоте 1372 метра над уровнем моря в эндорейском бассейне Гузмана; континентальный водораздел проходит как к западу, так и к востоку от него. Ранее Сепар функционировал как водопой и перевалочный пункт перегонки скота из Мексики и в конце XIX и начале XX века процветал, благодаря близкому расположению к путям Union Pacific, однако позже был заброшен.

## История
Сепар был местом водопоя и привала на Тропе Дженоса, дороги, по которой на юг к плавильным заводам в Чиуауа доставлялась медная руда, а к медным рудникам на север — горнодобывающее оборудование и товары. Когда в 1880-х годах здесь проложили железную дорогу, Сепар стал станцией погрузки крупного рогатого скота, после чего городок значительно разросся.
Около 20:00 20 июля 1896 года Блэк Джек Кристиан и его банда High Fives ограбили универсальный магазин в Сепаре, принадлежащий Джону Д. Уимсу. Боб Хейс и Боб Кристиан наблюдали за лошадьми снаружи, Блэк Джек, Джордж Масгрейв и Код Янг вошли внутрь магазина с масками на лицах. Бандиты забрали около 250 долларов США наличными и товарами, в том числе большое одеяло навахо, шесть шерстяных одеял, три коробки сигар и несколько бутылок виски.
В марте 1905 года Джордж и Эдвин Гейтсы, два известных преступника, объявленных вне закона, были убиты в Сепаре.